# オズフェスト
オズフェスト（Ozzfest）は、アメリカ合衆国で毎年行われているロック・フェスティバル。1996年にオジー・オズボーンと彼の妻でありマネージャーのシャロン・オズボーンによって創設された。例年10から20ほどのヘヴィ・メタルやハードロックのバンドがアメリカ各地を周りライヴを行う。
1998年にイギリスで開催されたのをはじめ、2002年にはヨーロッパ、2010年にはイスラエルなど米国外でも開催されている。また、日本では2013年5月11日・12日に幕張メッセ国際展示場9〜11ホールで初開催され、2015年11月21日・22日にも同会場にて開催。

## 歴史

### 来歴
1996年、ロラパルーザへの参加を拒否されたことを契機としてオジー・オズボーンは自らが主宰するロック・フェスティバルを立ち上げることを決意する。
第1回のオズフェストはツアーではなく、10月25〜26日の2日間のみ3公演をフェニックスとデュヴォアにて開催。この時点でオジーは「田舎で数回の公演をやればいい」と通常のロック・フェスティバルの規模で考え、一方のシャロンは「2〜3年のスパンで開催してメタルの需要を見せつける」という意図があった。だが現実はそれ以上で、初年の公演はすぐに数万枚のチケットが売れ、翌年以降の盛況へと繋がる。
勢いに乗った翌1997年は単発ではなくツアーの形式となり、オジー・オズボーンとブラック・サバスという両ヘッドライナーが登場するという話題性もあって成功を収める。こうして「ヘヴィ・メタルは死んだ」と言われ続けた中で大成功した一方で、オズフェストを始めるきっかけとなったライバルのロラパルーザは、既にその話題性も乏しくなってヘッドライナーを務めるアーティストがいなくなり、この年を最後に終了した。
初めて国外で開催されたのは1998年のイギリスで、以後イギリスでは2001、2002、2005年に開催された。その後2002年にはヨーロッパ大陸をツアーして、ドイツ、イギリス、オランダ、イタリア、オーストリア、デンマーク、フィンランド、チェコを回る。
初期は、アメリカの若手バンドを従えるオジー・オズボーンのフェスティバルという格好だったものが、2000年代以降は人気のあるオルタナティブ・メタルやメタルコア勢を引き連れた大きなものとなり、その後はヘヴィ・ミュージック全般が参加するメインストリームのロック・フェスティバルとなっていた。2003年にはマルチ・プラチナムを多数獲得していたコーンが、2004年にはクラシック・メタルのジューダス・プリーストが、さらに2005年にはアイアン・メイデンといった大御所のバンドが出演しているはその象徴である。

### アイアン・メイデンとの対立
2005年8月20日にアメリカのヒュンダイ・パビリオンでの公演中、アイアン・メイデンの出演中にトラブルが発生した。
ステージにアイアン・メイデンが登場する直前、PA から「オジー！オジー！オジー！」というコールが流れて観客への扇動が行われた。そしてオープニングの『モルグ街の殺人』を演奏中に一部の観客から卵やボトル・キャップ、氷などを投げつけられ、これに対しフロントマンのブルース・ディッキンソンが「卵を投げた無法者の腕をへし折ってやれ!」と煽るなど、異常な状態となった。
次の曲『THE TROOPER』ではいつもの演出と同じようにステージ上でユニオン・ジャックを振り回したが、曲の終盤に星条旗を持った男がステージに乱入してステージ前で振り回し始めた。「オジーをなめるな!」と書かれたTシャツを着たこの男は、メイデン側に強制排除された。
その後もショーのハイライトとなる『誇り高き戦い』『審判の日』『魔力の刻印』で PA の電源を切られて無音状態にさせられるなどの状況が続いた。どうにか公演を終了すると、シャロン・オズボーンがステージに現れて「アイアン・メイデンの他のメンバーやクルーのことを本当に愛しています。しかしディッキンソンは○○○なヤツ（男性器を表す卑猥な語）で、始めからオズフェストを侮辱し続けてきました」と演説を行った。これに観客はブーイングを浴びせ、シャロンはステージを去った。この出来事に対してブルース・ディッキンソンは卵が会場に持ち込まれたことを訝しみ、シャロン・オズボーンが仕組んだものと非難した。
これらの模様は観客が録音・撮影して世界中のフォーラムに投稿し、世界中のファンがその様子を知ることとなった。
シャロンはディッキンソンに対し「彼は当初からフェスティヴァルへの配慮に欠け、他の出演バンドとも衝突があった」と語り、これに対してメイデン側は「物を投げつけるのは悪意があって危険、犯罪行為」「こうした破壊行為の責任が誰にあるかも分かっている」と反論した。
またシャロンは、バンドが後にきちんと謝罪した、と発言し、オジーからも「最後のギグのときに、ベースのヤツ（スティーヴ・ハリスのこと）がやってきて『ブルースのことは本当に申し訳なかった』って言ってきたんだよ」というコメントが発表されたが、当のスティーブは「別に謝るつもりで言ったわけじゃない」と否定している。

### 無料化
2007年に開催されるオズフェストは、入場が完全無料になることが2007年2月6日に正式に告知された。チケットはオズフェストの各スポンサーから入手する。これについてシャロン・オズボーンは「ここ数年チケットの価格は上がる一方でしたが、今年は若者に来てもらい、信じられないような体験をしてもらいたいと思います。今までのツアー・フェスティバルを続けようとしたら、今年もまた値上げしなければいけませんでした」と語っている。例年のチケット代は150米ドル（約18,000円程度）であったという。
プロモーターのライヴ・ネイションは、アメリカの無料コンサート史上では最多となる428,000枚のチケットを4日間で配布したと発表した。

### 日本での開催
2013年5月11、12日に幕張メッセで初の日本公演が行われた。第2弾までは海外のバンドが発表されていたが、第3弾以降は日本国内のバンド、それも過去にOZZFESTに出演したバンドとはジャンルが異なるバンドが多く、ヘヴィメタルファンからの不満が囁かれていた。4月14日に公式での最終ラインナップの発表で日本のアイドルグループ『ももいろクローバーZ』（以下ももクロ）の出演が発表された直後、過去のOZZFESTのようなラインナップを期待していた一部のヘヴィメタルファンの不満が爆発し、Ozzfest JAPANの公式Facebookアカウントやmixiの公式コミュニティにプロモーターであるハヤシインターナショナルプロモーション（以下HIP）への批判が殺到した。
主催者の一人であるシャロンは「会場に来たファンは海外と日本の異常な組み合わせを愛した」と評し、2014年のOzzfest JAPANについて（HIPに）既に対話をしていた事も明かしている。その後、2015年に開催が決定。

#### ももいろクローバーZ出演の波紋
出演前
日本のヘヴィメタル雑誌『BURRN!』編集部の前田岳彦、奥野高久の両名はTwitterで「（Ozzfest JAPANでの）ももクロの取材はしない」と宣言。同年5月9日にはBURRN!別冊『METALLION』vol.46でOzzfest JAPANの特集号が発売されたがももクロは掲載されていなかった。
海外のヘヴィメタル系サイト『METALSUCKS』の記者は、「アメリカでOzzfestを開催した際にワン・ダイレクションのようなアイドルグループを出演させたら街で暴動が発生するだろう」と苦言を呈した。
音楽ジャーナリストの沢田太陽は、そもそも日本のバンドが半分以上出演している事や、主催者側がブラックサバス及びオジーが主役という大前提を忘れている事を指摘。ももクロ出演に関しては「問題外」であると批判した。
主催者側は一連の騒動と、ももクロの参戦の理由について「個別のグループの事情についてお答えすることは出来ない」として、回答を拒否。ももクロ側は「素晴しいロックフェスで自分たちなりのパフォーマンスを見せたい」と述べるにとどまった。また、来場者向けに多くの禁止事項が追加され、ファンの応援アイテムであるサイリウムの持ち込みも不可となった。
出演当日
ライブエリアには、ももクロのパフォーマンスを一目見ようと大勢のロックファンが詰めかけた（ロック雑誌『ロッキング・オン』は「いざ現場にいると、ライヴがはじまる前から歓迎ムードしか感じられない」とレポートした）。他のロックフェスに出演した際とは一転し、メンバーはあえてアイドル然とした衣装を身にまとってステージに登場。リーダーの百田夏菜子が「見てから決めろー！今、目の前にいる私たちがアイドルだ！ 今、目の前にいる私たちが週末ヒロイン ももいろクローバーZだ！」と叫びライブがスタートした。音楽情報サイトの『ナタリー』はレポートにて、「会場の雰囲気に飲まれることなく、いつも通り元気いっぱいのステージを展開。そんな彼女たちのパフォーマンスに対し観客の盛り上がりはさらに熱を帯びていき、客席前方にはクラウドサーフをする観客の姿も見受けられた」と取り上げた。批判的な立場を取っていたヘヴィメタル雑誌『BURRN!』も、Twitterの公式アカウントにて「ももいろクローバーZ、全力アイドルー！　後ろのほうでも一緒の振りで踊ってる人、結構いますね」とコメントを残した。
次の出番であったマキシマム ザ ホルモンによると、当日のヘッドライナーであるスリップノットのボーカル・コリィ・テイラーや他アーティストの外国人スタッフが舞台袖から食い入るように観ながら歓声を上げており、終了後には拍手で出迎えていたとのことであった。同じく出演のデフトーンズのセルジオ・ベガは「These gals are slaying!!!（この子たち、客をうならせている!!!）」のコメントとともに舞台袖からの動画を公開した。
また、翌日出演の和嶋慎治（人間椅子）、NARASAKI（COALTAR OF THE DEEPERS、特撮等）が今回披露した楽曲『黒い週末』の提供をしていることもあり、ギター演奏で共演した。
出演後
ロック雑誌『ロッキング・オン』は、レポート文中に何度も「オズフェストはメタルフェスではない」と強調するコメントを記載。ももクロに関しては「結果的には彼女たちの全てを巻き込めるキャパシティを再確認させられたような気がしてならない」と取り上げた。
後日インタビューでリーダーの百田夏菜子は、「（客席に）サイリウムが無い状態なので、会場をオズフェス色からももクロ色に変えなきゃ」と思いながらステージに立った事を明かした。
当日来場しており、ももクロのパフォーマンスを観ていたB'zの稲葉浩志は、「音楽のジャンルは全く違うけれど、手を抜かない感じはすごく勉強になりますね。あれだけのファンを前にして一歩も引かないもんね」と評している。

#### その他の話題
- 初日に出演したMAN WITH A MISSIONのライブでスリップノットのシド・ウィルソンが飛び入り参加し、会場を盛り上げた。[31]
- 2日目に出演したANTHEMのリーダー柴田直人は前年、定期健診で胃がんを患っている事が発覚。早期発見であったため、翌年1月末に手術を行い、それまでのツアースケジュールを全てキャンセル、Ozzfest JAPAN 2013が復帰ライブとなった[32][33]。
- X JAPANのYOSHIKIにもOzzfest JAPANのオファーが来ていたが、実現出来なかった、と本人が明かしている[34]。

## 出演者
オズフェストでは出演者のことを alumni （同窓生）と称している。

### 1996
メイン・ステージ
オジー・オズボーン、スレイヤー、ダンジグ、バイオハザード、セパルトゥラ、フィア・ファクトリー、ナルコティック・ジプシー
セカンド・ステージ
アース・クライシス、パワーマン5000、ニューロシス、コール・チャンバー、セロファン

### 1997
メイン・ステージ
オジー・オズボーン、ブラック・サバス、マリリン・マンソン、パンテラ、タイプ・オー・ネガティヴ、フィア・ファクトリー、マシーン・ヘッド、パワーマン 5000
セカンド・ステージ
コール・チャンバー、スロー・バーン、ドレイン STH、ダウンセット.、ニューロシス、ヴィジョン・オブ・ディスオーダー

### 1998

#### アメリカ
メイン・ステージ
オジー・オズボーン、トゥール、メガデス、リンプ・ビズキット、ソウルフライ、セヴンダスト、コール・チャンバー
セカンド・ステージ
モーターヘッド、システム・オブ・ア・ダウン、メルヴィンズ、インキュバス、スノット、ライフ・オブ・アゴニー、ウルトラスパンク、モンスター・ヴードゥー・マシーン

#### イギリス
メイン・ステージ
ブラック・サバス、オジー・オズボーン、フー・ファイターズ、パンテラ、スレイヤー、ソウルフライ、フィア・ファクトリー、セラピー?、コーン
セカンド・ステージ
コール・チャンバー、ライフ・オブ・アゴニー、ヒューマン・ウェイスト・プロジェクト、エントゥームド、(həd) p.e.、ピッチシフター

### 1999
メイン・ステージ
ブラック・サバス、ロブ・ゾンビ、デフトーンズ、スレイヤー、プライマス、ゴッドスマック、システム・オブ・ア・ダウン
セカンド・ステージ
フィア・ファクトリー、スタティック-X、スリップノット、(həd) p.e.、フラッシュポイント、プッシュモンキー、ドレイン STH、アパートメント 26、プヤ

### 2000
メイン・ステージ
オジー・オズボーン、パンテラ、ゴッドスマック、スタティック-X、インキュバス、メソッズ・オブ・メイハム、P.O.D.、クイーンズ・オブ・ザ・ストーン・エイジ、ブラック・レーベル・ソサイアティ、アパートメント 26
セカンド・ステージ
ソウルフライ、キティ、ディスターブド、タップルート、スレイヴス・オン・ドープ、リヴァリー、シェヴェル、プリマー 55、デッドライツ、ピッチシフター、クレイジー・タウン、パンプジャック

### 2001

#### アメリカ
メイン・ステージ
ブラック・サバス、マリリン・マンソン、スリップノット、パパ・ローチ、リンキン・パーク、ディスターブド、クレイジー・タウン、ブラック・レーベル・ソサイアティ
セカンド・ステージ
マッドヴェイン、ユニオン・アンダーグラウンド、タップルート、システマティック、ゴッドヘッド、ノンポイント、ドラウニング・プール、スパインシャンク、ヘイトブリード、オウテップ、ノー・ワン、プレッシャー 4-5、アメリカン・ヘッド・チャージ、ピュア・ラビッシュ、ビューティフル・クリーチャーズ、プロジェクト・ワイズ、スレイヴス・オン・ドープ

#### イギリス
メイン・ステージ
ブラック・サバス、スリップノット、トゥール、パパ・ローチ、ソウルフライ、(həd) p.e.、レイジング・スピードホーン
セカンド・ステージ
ディスターブド、エイメン、マッドヴェイン、ブラック・レーベル・ソサイアティ、ピュア・ラビッシュ、アパートメント 26、ユニオン・アンダーグラウンド

### 2002

#### アメリカ
メイン・ステージ
オジー・オズボーン、システム・オブ・ア・ダウン、ロブ・ゾンビ、P.O.D.、ドラウニング・プール、アディーマ、ブラック・レーベル・ソサイアティ、トミー・リー
セカンド・ステージ
ダウン、ヘイトブリード、メシュガー、ソイル、フロー、サード・ストライク、パルス・ウルトラ、イル・ニーニョ、アンドリューW.K.、グラスジョー、ユーズド、スウィッチド、オウテップ、ロストプロフェッツ、ジ・エイペックス・セオリー、ニューロティカ、シェヴェル、マッシュルームヘッド、シーザー

#### ヨーロッパ
ロック・イム・パーク
オジー・オズボーン、トゥール、システム・オブ・ア・ダウン、バッド・レリジョン、P.O.D.、ドラウニング・プール、ブラック・レーベル・ソサイアティ
ブラウンシュヴァイク
オジー・オズボーン、トゥール、バッド・レリジョン、サッチ・ア・サージ、ウームフ!、ブラック・レーベル・ソサイアティ
ドニントン
メイン・ステージ
オジー・オズボーン、トゥール、システム・オブ・ア・ダウン、スレイヤー、ロストプロフェッツ、ミレンコリン、クレイドル・オブ・フィルス、ドラウニング・プール、ザ・マッド・カプセル・マーケッツ、ブラック・レーベル・ソサイアティ、アンチプロダクト
セカンド・ステージ
ハンドレッド・リーズンズ、イル・ニーニョ、キティ、アメリカン・ヘッド・チャージ、マッシュルームヘッド、オウテップ、サイクルフライ、ヘル・イズ・フォー・ヒーローズ、ダンコ・ジョーンズ、フロー、スキンドレッド、ノンポイント、パルス・ウルトラ
ダブリン
メイン・ステージ
オジー・オズボーン、トゥール、システム・オブ・ア・ダウン、スレイヤー、セラピー?、ロストプロフェッツ、サイクルフライ、ドラウニング・プール、スキンダイヴ
セカンド・ステージ
マッシュルームヘッド、オウテップ、アメリカン・ヘッド・チャージ、イル・ニーニョ、キティ、アンチプロダクト、ザ・レヴス、スーパースキン、パルス・ウルトラ
カトウィツェ
オジー・オズボーン、トゥール、スレイヤー、ディキャピテイテッド
プラハ
オジー・オズボーン、トゥール、ドラウニング・プール、メタリウム、ロイヤル・プレイボーイ・カルテル、ブラック・レーベル・ソサイアティ、スコー、アストロ・メトロ
ナイメーヘン
メイン・ステージ
オジー・オズボーン、トゥール、スレイヤー、ウィズイン・テンプテーション、キティ、イル・ニーニョ、ドラウニング・プール
セカンド・ステージ
アメリカン・ヘッド・チャージ、ドレッドロック・プッシー、マッシュルームヘッド、ソイル、.キャリバー、オウテップ、アフター・フォーエヴァー、アンチプロダクト
ローカル・ステージ
ノーメン、アウトバースト、ウィキッド・ミスティック、カレニッシュ・サークル、ディメンション・セヴン、スモーガス、アグレシオン
コペンハーゲン
オジー・オズボーン、トゥール、ヘラコプターズ

### 2003
メイン・ステージ
オジー・オズボーン、コーン、マリリン・マンソン、ディスターブド、シェヴェル、ザ・ダットサンズ
セカンド・ステージ
クレイドル・オブ・フィルス、ヴォイヴォド、ホットワイアー、シャドウズ・フォール、グレード 8、トゥイステッド・メソッド、ナッシングフェイス、キルスウィッチ・エンゲイジ、アンロコ、デプスワ、モトグレーター、スウォーン・エナミー、ザ・レヴォリューション・スマイル、キマイラ、エンドー、メメント、E.タウン・コンクリート、テンプル・オブ・シーヴズ

### 2004
メイン・ステージ
ブラック・サバス、ジューダス・プリースト、スレイヤー、ディム・ボルギル、スーパージョイント・リチュアル、ブラック・レーベル・ソサイアティ
セカンド・ステージ
スリップノット、ヘイトブリード、ラム・オブ・ゴッド、アトレイユ、ブリーディング・スルー、ラクーナ・コイル、エヴリタイム・アイ・ダイ、アンアース、ゴッド・フォービド、オウテップ、デヴィルドライヴァー、マグナ・ファイ、スローダウン、ダーケスト・アワー

### 2005

#### アメリカ
メイン・ステージ
ブラック・サバス、アイアン・メイデン、マッドヴェイン、シャドウズ・フォール、ブラック・レーベル・ソサイアティ、イン・フレイムス、ヴェルヴェット・リヴォルヴァー、スリップノット、ドラウニング・プール
セカンド・ステージ
ロブ・ゾンビ、キルスウィッチ・エンゲイジ、アズ・アイ・レイ・ダイング、マストドン、ア・ダズン・フューリーズ、ザ・ホーンテッド、アーチ・エネミー、ザ・ブラック・ダリア・マーダー、バリー・ユア・デッド、イット・ダイズ・トゥデイ、ソイルワーク、トリヴィアム、ギズマッチ、ウィックド・ウィズダム

#### オズフェスト・ダウンロード
ブラック・サバス、ヴェルヴェット・リヴォルヴァー、HIM、アンスラックス、アルター・ブリッジ、ザ・マッド・カプセル・マーケッツ、ザ・ドワーヴス、トリヴィアム

### 2006
メイン・ステージ
オジー・オズボーン、システム・オブ・ア・ダウン、ディスターブド、アヴェンジド・セヴンフォールド、ヘイトブリード、ラクーナ・コイル、ドラゴンフォース
セカンド・ステージ
オジー・オズボーン、ブラック・レーベル・ソサイアティ、アトレイユ、アンアース、ブリーディング・スルー、ノーマ・ジーン (バンド)
セカンド・ステージ（ローテーション）
ア・ライフ・ワンス・ロスト、ザ・レッド・コード、ウォールズ・オヴ・ジェリコ、ストラッピング・ヤング・ラッド、オール・ザット・リメインズ、フル・ブラウン・カオス、ビトウィーン・ザ・バリード・アンド・ミー、バッド・アシッド・トリップ

### 2007
メイン・ステージ
オジー・オズボーン、ラム・オブ・ゴッド、スタティック-X、ローディ
セカンド・ステージ
ヘイトブリード、ベヘモス、ニック・オリヴェリ・アンド・ザ・モンド・ジェネレーター
セカンド・ステージ（ローテーション）
ナイル、アンクラ、サーカス・ディアブロ、ザ・ショウダウン、3 インチズ・オヴ・ブラッド、ダース、イン・ディス・モーメント、ソニック

### 2008
メイン・ステージ
メタリカ、オジー・オズボーン、サージ・タンキアン、ヘルイェー、ジョナサン・デイヴィス、カヴァレラ・コンスピラシー、シャドウズ・フォール、アポカリプティカ、イン・ディス・モーメント
セカンド・ステージ
セヴンダスト、デヴィルドライヴァー、キングダム・オブ・ソロウ、ソイレント・グリーン、ウィッチクラフト、ゴートホア
テキサス・ステージ
ザ・ソード、ドラウニング・プール、リゴール・モーティス、ザ・デストロ、ウィズイン・ケイオス、デルビ、ブラック・トゥース

### 2010

#### アメリカ
メイン・ステージ
オジー・オズボーン、モトリー・クルー、ハルフォード、デヴィルドライヴァー、ノンポイント
セカンド・ステージ
ブラック・レーベル・ソサイアティ、ドラウニング・プール、キングダム・オブ・ソロウ
セカンド・ステージ（ローテーション）
ゴートホア、スケルトンウィッチ、エクソダス、カタクリズム、セイヴィアーズ、カルフォルニア・ワイルドビースト、イミューン

#### イギリス
メイン・ステージ
オジー・オズボーン、コーン、マーダードールズ、スティール・パンサー、スキンドレッド
セカンド・ステージ
パラダイス・ロスト、ブラック・スパイダーズ、リヴォーカー、ジェットブラック

#### イスラエル
メイン・ステージ
オジー・オズボーン、コーン、ソウルフライ、ベッツェフェル
セカンド・ステージ
Almana Shchora、ビハインド・ザ・サン、Tal Friedman

### 2013

#### 日本
アジアでの歴史的初開催となり話題となった。
1日目
- メインアクト：スリップノット、スラッシュ、マキシマム ザ ホルモン、ももいろクローバーZ、デフトーンズ、MAN WITH A MISSION、GALNERYUS、NAMBA 69、Fear, and Loathing in Las Vegas、ザ・トリートメント、Crossfaith。
- オープニングアクト：KNOCK OUT MONKEY、ARTEMA。

2日目
- メインアクト：ブラック・サバス、トゥール、DIR EN GREY、ストーン・サワー、人間椅子、スティール・パンサー、MUCC、AA=、ANTHEM、coldrain。
- オープニングアクト：HEAD PHONES PRESIDENT、fade

### 2015

#### 日本
1日目
- メインアクト：コーン、エヴァネッセンス、VAMPS、ブレット・フォー・マイ・ヴァレンタイン、ONE OK ROCK、コリィ・テイラー オブ スリップノット＆ストーン・サワー、SiM、Crossfaith、MEANING、NOISEMAKER、Crystal Lake。
- オープニングアクト：wrong city、NoisyCell、The Winking Owl、unveil raze。

※オブ・マイス・アンド・メンはキャンセルとなった。
2日目
- メインアクト：オジー・オズボーン＆フレンズ、ジェーンズ・アディクション、BABYMETAL、ヘイトブリード、人間椅子、ブラック・レーベル・ソサイアティ、9mm Parabellum Bullet、ア・デイ・トゥ・リメンバー、Fear, and Loathing in Las Vegas、OLDCODEX、HER NAME IN BLOOD。
- オープニングアクト：ANIMETAL THE SECOND、a crowd of rebellion、彼女 in the display、SALTY DOG。

※当初、ブラックサバスの日本最後の公演と銘打たれていたが、ブラックサバスの公式がキャンセルを発表。「出演者の諸事情により」オジー・オズボーン＆フレンズがヘッドライナーとなった。ゲストとしてギーザー・バトラー、ザック・ワイルド、トム・モレロ、デイヴ・ナヴァロ、ふなっしーが出演。また、ジェーンズ・アディクションのステージにYOSHIKIが出演。

### 2016

#### オズフェスト・ミーツ・ノットフェス カリフォルニア
メイン・ステージは2015年12月28日に逝去したMotorheadのLemmy Kilmisterをたたえるため「Lemmy Stage」と呼称。
| Armored Saint Metal Church Exmortus Thrown Into Exile |

| 9月24日(土) オズフェスト                                              | 9月24日(土) オズフェスト                 | 9月24日(土) オズフェスト      | 9月24日(土) オズフェスト                      |
| --------------------------------------------------------------------- | ---------------------------------------- | ----------------------------- | --------------------------------------------- |
| Lemmy Stage                                                           | Festival Stage1                          | Festival Stage2               | Nuclear Blast Stage                           |
| Black Sabbath Disturbed Megadeth Opeth Black Label Society Rival Sons | Suicidal Tendencies Devildriver Huntress | Hatebreed Goatwhore Allegaeon | Municipal Waste Brujeria Katakylsm The Shrine |

| 9月25日(日) ノットフェス                                        | 9月25日(日) ノットフェス               | 9月25日(日) ノットフェス           | 9月25日(日) ノットフェス                                           |
| --------------------------------------------------------------- | -------------------------------------- | ---------------------------------- | ------------------------------------------------------------------ |
| Lemmy Stage                                                     | Festival Stage1                        | Festival Stage2                    | Nuclear Blast Stage                                                |
| Slipknot Slayer Amon Amarth Anthrax Trivium Motionless In White | Sabaton Suicide Silence Butcher Babies | Overkill Emmure MAN WITH A MISSION | Whitechapel Combichrist Carnifex Loathe SiM Oni Westfield Massacre |

### 2017

#### オズフェスト・ミーツ・ノットフェス カリフォルニア
| 11月4日(土) オズフェスト                                                | 11月4日(土) オズフェスト  | 11月4日(土) オズフェスト   | 11月4日(土) オズフェスト      |
| ----------------------------------------------------------------------- | ------------------------- | -------------------------- | ----------------------------- |
| Lemmy Stage                                                             | Festival Stage1           | Festival Stage2            | Nuclear Blast Stage           |
| Ozzy Osbourne Prophets Of Rage Deftones Children Of Bodom Orange Goblin | Kreator High On Fire 1349 | Baroness Iron Reagan Havok | Posessed Suffocation Fallujah |

| 11月5日(日) ノットフェス                                      | 11月5日(日) ノットフェス                                | 11月5日(日) ノットフェス                          | 11月5日(日) ノットフェス                       |
| ------------------------------------------------------------- | ------------------------------------------------------- | ------------------------------------------------- | ---------------------------------------------- |
| Lemmy Stage                                                   | Festival Stage1                                         | Festival Stage2                                   | Nuclear Blast Stage                            |
| Rob Zombie Marilyn Manson Stone Sour Eighteen Visions Prayers | Testament The Black Dahlia Murder Goatwhore Code Orange | Life Of Agony Upon A Burning Body Death Angel Oni | SID from Slipknot Repulsion Exhumed Warbringer |